# Medalia lui Ludovico al III-lea Gonzaga

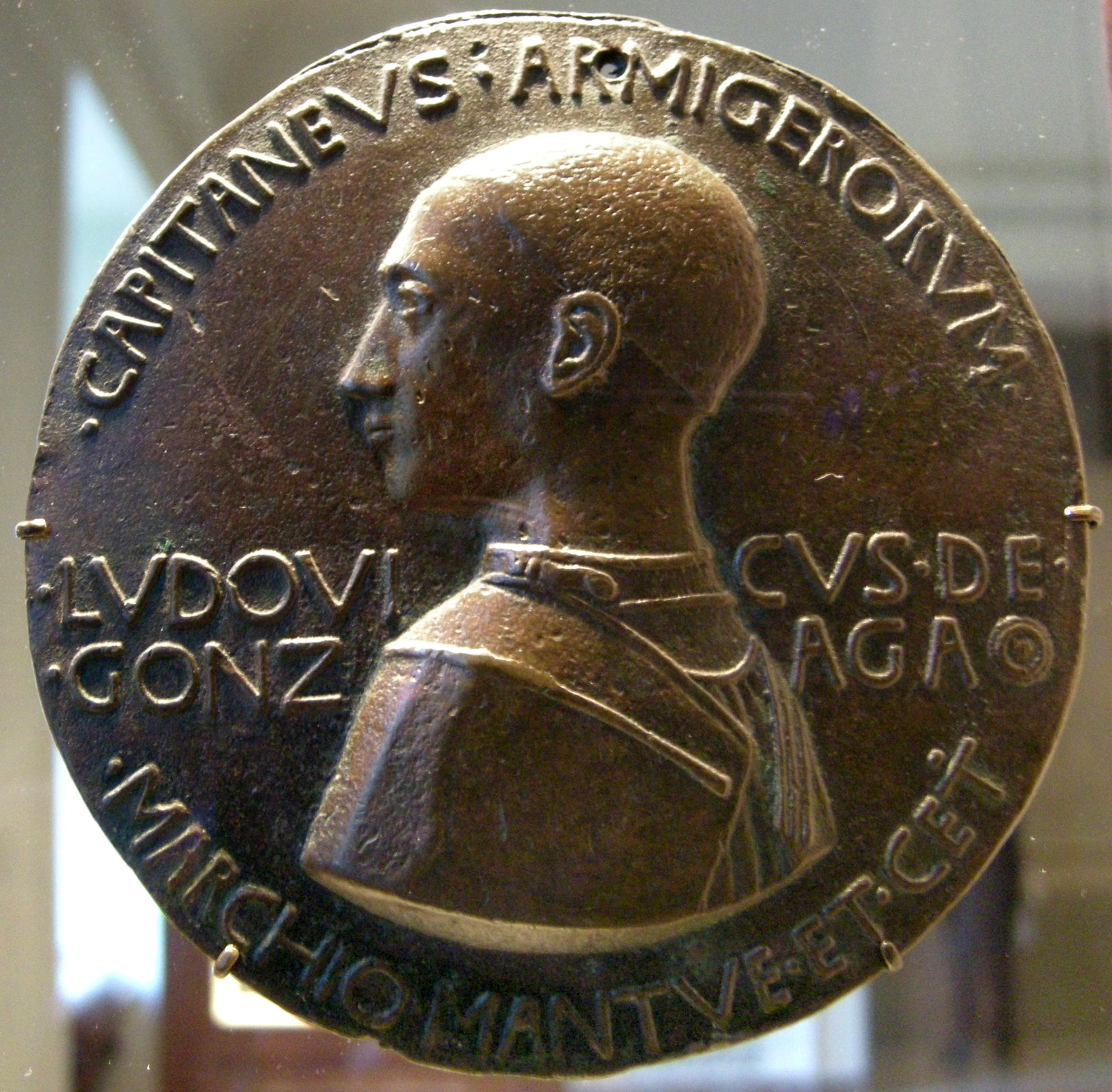
Medalia lui Ludovico al III-lea Gonzaga, avers

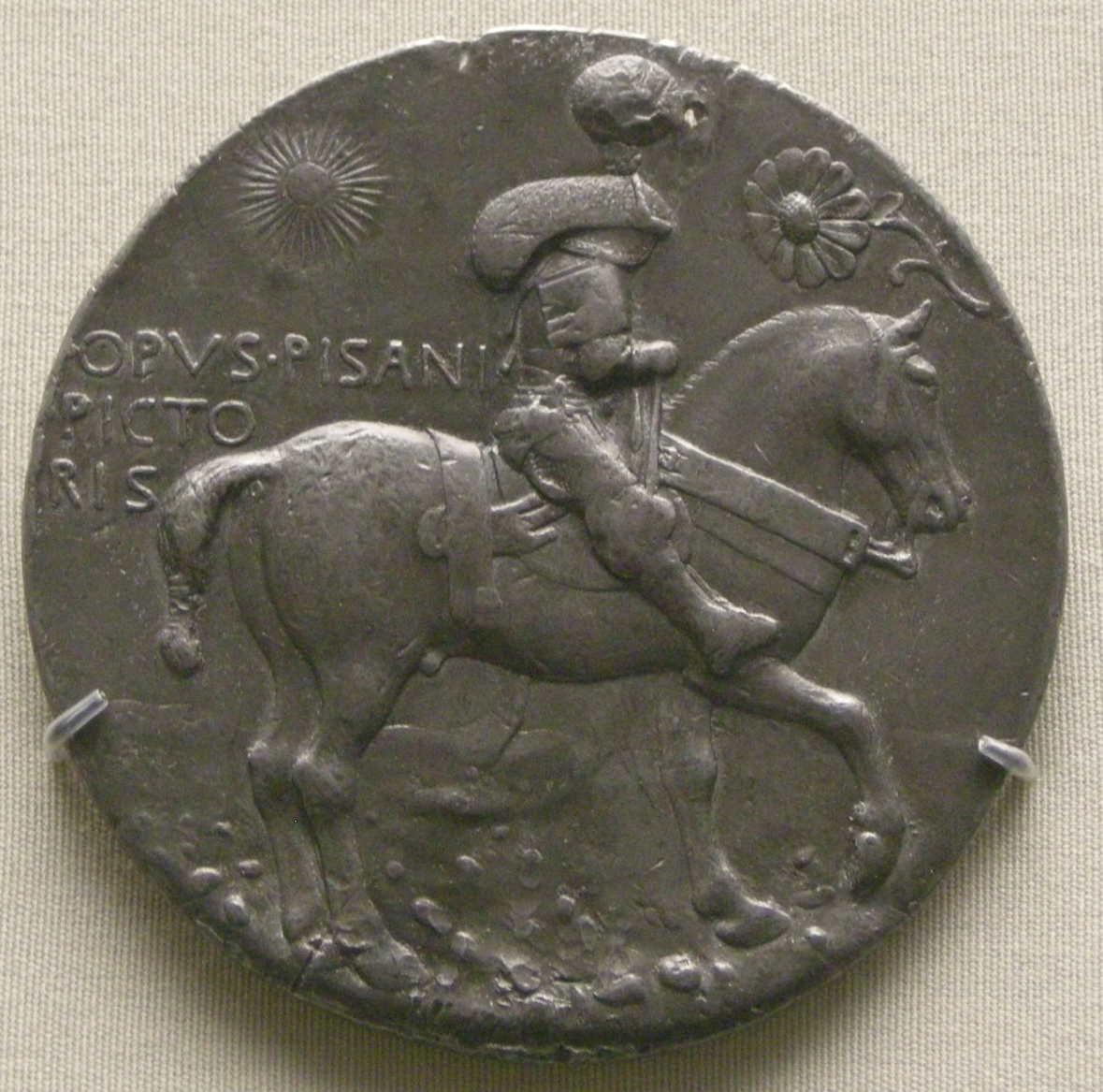
Medalia lui Ludovico al III-lea Gonzaga, revers

Medalia lui Ludovico al III-lea Gonzaga  a fost realizată din bronz de artistul italian Pisanello în anul 1447 și are diametrul de 10,1 cm.

## Istorie
După ce a creat celebra medalie a lui Ioan al VIII-lea Paleologul (1438), restabilind tradiția așezării unor efigii ale unor persoane în viață, ca și pe monedele romane, Pisanello a fost foarte solicitat de către curțile italiene, creând vreo douăzeci de medalii.
Din 1446, Pisanello a trăit la Mantova, unde a devenit pictor al curții și a creat unele medalii pentru familia Gonzaga și pentru cei mai înalți demnitari ai curții. Medalia lui Ludovico al III-lea a fost realizată în 1447 când Gonzaga a obținut titlul de căpitan al armatei florentine.

## Descriere
Lucrarea a fost creată cu intenția clară de celebrare, în mod cinstit fără retorică gratuită, fiind capabilă să sublinieze autoritatea persoanei reprezentate, cu o utilizare restrânsă a elementelor decorative.
Pe aversul medaliei se află efigia din profil a lui Ludovico al III-lea Gonzaga în formă de bust, spre stânga, purtând platoșă și un scurt coif militar. În partea de sus a medaliei, în sensul acelor ceasornicului, de-a lungul marginii putem citi inscripția în latină CAPITANEVS ARMIGERORVM, în partea de jos MARCIO MANTVE ET CET, iar în centru LVDOVICVS DE GONZAGA („Ludovico Gonzaga, căpitan al armatei, marchiz al Mantovei etc.”).
Pe reversul medaliei se vede Ludovico în armură călare, la pas, spre dreapta, cu coiful dotat cu o creastă arătoasă sferică. Calul are coada împletită elegant, un detaliu care a fost, de-a lungul timpului, obiect al multor studii ale lui Pisanello, cum mărturisesc numeroasele desene care au ajuns până la noi. De o parte și de alta, se văd motive heraldice cu soarele și floarea soarelui.
În centru se citește semnătura artistului OPVS PISANI PICTORIS („operă a pictorului Pisan[ell]o”).